# Câmara de Comptos de Navarra
A Câmara de Comptos de Navarra (em basco: Nafarroako Comptos Ganbera), no passado também designado como Cámara de Comptos Reales del Reino de Navarra e Cámara de Comptos Reales, é o organismo público encarregado de fiscalizar a gestão económica e financeiras do setor público da Comunidade Foral de Navarra. É o tribunal de contas mais antigo de Espanha'. A sua sede é o único exemplar de gótico civil de Pamplona.

## História
O tribunal foi criado em 1365 através de uma ordança do rei Carlos II. Entre 1274 e 1328 o Reino de Navarra não teve reis próprios, tendo sido governado por monarcas franceses, país onde já existiam instituições dedicadas ao controlo dos gastos públicos.
Antes da criação da Câmara de Comptos o reino navarro já contava com "ouvidores" e "mestres de comptos" que controlavam de forma esporádica o estado das finanças reais. Segundo escreve a historiadora María Puy Huici na sua obra La Cámara de Comptos de Navarra entre 1328 y 1512, o primeiro livro de comptos data de 1258, o que demonstra que muito antes da ordenança de Carlos II já existia algum controlo dos bens reais.
Durante o reinado de Carlos II o reino atravessou uma delicada situação económica devido aos gastos com as guerras contras castelhanos, aragoneses, ingleses e franceses. As dificuldades financeiras levaram o rei a querer reforçar o controlo das finanças reais mediante um órgão permanente a que outorgou muito poder.
A ordenança de constituição assinalava que a instituição seria formada por quatro "ouvidores gerais de contas", que deve ser "homens bons e suficientes", e dois clérigos que desempenhavam a função de notários. Além destes havia um "porteiro" e alguns "oficiais reais", que executavam as ordens dos ouvidores e clérigos.

### Atribuições iniciais
Ouvir (daí o nome de ouvidores) a entrega de contas daqueles que cobravam em nome do rei.
- Administrar os direitos do rei
- Aconselhar em matéria de finanças reais.

A câmara foi assumindo outras funções atribuídas pelos monarcas, nomeadamente devido ao pretígio da instituição. Assim, pouco depois da fundação de tribunal fiscal, pelo que passou a chamar-se "Tribunal de la Cámara de Comptos". Também esteve encarregada de dirigir a recolha de impostos, indicando as quantidades a cobrar e os prazos. Os seus funcionários certificavam a qualidade, peso e outras características que devia possuir a moeda de Navarra, a qual era cunhada na sede da Câmara de Comptos. Era igualmente nese edifício que decorriam as cerimónias oficiais de tomada de posse de cargos oficiais reais por parte de senhores feudais, cavaleiros e soldados.

## Abolição e restauro
Após a sua constituição, a Câmara de Comptos foi ganhando importância dentro da estrutura polítcia do reino, pois só tinha acima dela o Conselho e o rei e houve alturas em que alguns ouvidores faziam parte do Conselho. Nos séculos XIV e XV a instituição gozou de grande importância e prestígio pelas suas competências, profissionalismo e independência.
Em 1512 Navarra foi conquistada e anexada a Castela e começaram as tentativas de suprimir a Câmara de Comptos, tentativas essas apoiadas pelo vice-rei e por vezes também pelas Cortes. Metade dos membros passaram a ser castelhanos. A cidade de Pamplona opôs-se energicamente a todas as tentativas de extinção da câmara, e esta continuou a funcionar durante os séculos XVI e XVII. No século XIX, coincidindo com uma época de grande centralismo, houve novas tentativas de extinção, que culminaram no decreto real de 18 de março de 1836, que ordenava o fim da atividade da instituição. A Lei Paccionada de 1841, que converteu o Reino de Navarra em província espanhola com um certo grau de autonomia, confirmou a supressão da Câmara de Comptos.
Com a criação do Parlamento de Navarra em 1979, voltou a ser criada a Câmara de Comptos como órgão dependente do mesmo. O novo órgão começou a funcionar efetivamente em 1981, após a eleição de Mariano Zufía Urrizalqui para presidente.  A "Lei Orgânica de Reintegração e Melhoramento do Regime Foral de Navarra" (vulgo "Amejoramiento de Navarra") ratificou a Câmara de Comptos como órgão ficalizador de contas.

## Missão, funções e composição na atualidade
A missão fundamental é velar que os fundos públicos de Navarra são utilizados respeitando a legalidade vigente e de uma forma cada vez mais eficaz. As recomendações feitas nos relatórios sempre têm em conta este objetivo último.

### Funções
Segundo a Lei Foral 19/184 de 20 de dezembro, as funções da Câmara de Comptos são:
- Fiscalizar os fundos públicos de Navarra:
  - Elabora um relatório e critica as Contas Gerais de Navarra apresentadas a seguir a cada ano económico pelo governo.
  - Elabora relatórios sobre as contas e a gestão económica dos ayuntamientos e concelhos de Navarra, bem como de organismos ou entidades deles dependentes.
  - Envia os seus relatórios ao Tribunal de Contas, ao qual corresponde exigir responsabilidade contabilística em  que possam incorrer aqueles que manuseiam fundos públicos.
- Assessoria o Parlamento Foral em matérias económico-financeiras.

O trabalho do organismo materializa-se em relatórios técnicos públicos que depois de fiscalizados são enviados ao Parlamento e aos meios de comunicação social.

### Composição
A câmara é composta pelo presidente, pelos auditores e pela secretaria geral. O presidente é eleito pelo Parlamento de Navarra e o seu mandato dura seis anos. Os auditores são três funcionários selecionados por concurso; estão encarregados de elaborar os relatórios e submetê-los à consideração do presidente. O secretário geral é designado pelo presidente entre os Letrados da Câmara.

## Edifício
A Câmara de Comptos funciona no mesmo edifício há séculos, na Rua Ansoleaga, no centro histórico de Pamplona. O edifício foi declarado monumento nacional em 16 de janeiro de 1868 e é o único exemplar de gótico civil da cidade. Nele se situa o ponto mais alto de Pamplona, conforme assinala uma marca no chão.
No edifício funcionou também a Casa da Moeda de Navarra, onde eram cunhadas as moedas do reino. Extinta a câmara em 1836, o seu arquivo foi transladado para o Arquivo Geral de Navarra e o edifício foi ocupado pela Comissão de Monumentos Históricos e Artísticos, que em 1910 aí instalou o primeiro museu de Navarra, oficialmente inaugurado como Museu Arqueológico de Navarra em 1919.
De 1941 até dezembro de 1994 o edifício serviu de sede à Instituição Príncipe de Viana, a entidade encarregada da conservação do património histórico-artístico de Navarra. Foi também a sede do "Estudio General de Navarra", a escola superior antecessora da Universidade de Navarra. Em 1995 a Instituição Príncipe de Viana foi transferida para uma nova sede e a Câmara de Comptos recuperou à sua casa ancestral.
Pelo seu aspeto exterior e alguns detalhes da construção, o edifício deve ser anterior à sua adaptação para sede da câmara; é provável que date do século XIII.
É uma construção de pedra, com um arco ogival formado por duas grossas ombreiras de pedra, típicas do gótico primário ou de transição. Sobre a porta tem um corpo mais elevado que o resto, em jeito de torre. Conserva várias janelas ogivais, com mainéis de secção cilíndrica e capitéis com decoração simples. O escudo com as armas reais de Espanha foi colocado em meados do século XVIII. O corredor de acesso ao pátio interior é coberto por uma pesada abóbada de berço ogival.
No pátio ajardinado conserva-se um antigo poço, uma porta e alguns restos arqueológicos procedentes da ermida desaparecida de San Nicolás de Sangüesa, a inscrição latina mandada colocar pelo vice-rei Cardona em 1601 no lugar onde caiu ferido Santo Inácio de Loyola em 1521, um sepulcro gótico com estátua jacente e outras peças histórico-artísticas.

## Arquivo
Os livros da Câmara de Comptos constituem a melhor fonte de informação na Europa sobre a Baixa Idade Média e permitem conhecer não só o funcionamento do órgão fiscalizador, mas também outros aspetos do Reino de Navarra. Na atualidade o arquivo faz parte do Arquivo Geral de Navarra.
O arquivo tem uma secção com mais de 25 000 documentos de conteúdo muito variado: forais municipais, títulos, escrituras, bulas, tréguas, alianças, juramentos de fidelidade e, em geral, todo o tipo de diplomas relativos tanto ao governo interior como às relações internacionais do Reino de Navarra. Junto a esta documentação conservam-se os documentos de contabilidade da antiga Câmara de Comptos, enquanto tribunal de contas e órgão fiscalizador da cobrança de impostos e os gastos dos cofres reais.
Outra parte do arquivo e formada pelos chamados "Registos de Comptos", livros de contas que eram apresentados à Câmara de Comptos para que fosse auditados o tesoureiro, os cobradores das cinco merindades (seis a partir de 1407), os bailios das principais cidades e vilas, bem como outros funcionários públicos. As contas estão organizadas em dois grandes capítulos de receitas e despesas e dentro deles em títulos específicos que se mantiveram sem alterações durante muito tempo. Alguns livros são dedicados assuntos monográficos.
Conservam-se registos desde 1258 até 1836, o que constitui uma fonte de informação fundamental para conhecer a história do Reino de Navarra. Existem também livros de condenações e penas ditadas pelo Tribunal da Câmara de Comptos, livros de tabelas reais (taxas alfandegárias e
portagens) do Reino de Navarra e livros de Mercedes Reales.  Estes últimos registam, a partir da incorporação de Navarra na Coroa de Castela, os títulos, nomeações, privilégios da Coroa, etc. Há ainda diversa documentação solta, justificativos de contas e o arquivo secreto que registam assuntos internos.